# Alwitzscharte
Alwitzsch är en bergstopp i Österrike.   Den ligger i distriktet Spittal an der Drau och förbundslandet Kärnten, i den centrala delen av landet, 300 kilometer sydväst om huvudstaden Wien. Toppen på Alwitzsch är 2 775 meter över havet.
Terrängen runt Alwitzsch är huvudsakligen bergig. Runt Alwitzsch är det ganska glesbefolkat, med 29 invånare per kvadratkilometer.. Närmaste större samhälle är Großkirchheim, 8,5 kilometer sydost om Alwitzsch. 
Trakten runt Alwitzsch består i huvudsak av gräsmarker.